# Dansrapsodie nr. 1
Dansrapsodie nr. 1 is een compositie van Frederick Delius.
Delius zwierf over de gehele (Westerse) wereld en zijn muziek is dan ook vaak terug te brengen tot de Verenigde Staten (Sea Drift), Duitsland en Frankrijk. Toch is er een aantal werken waarbij de muziek neigt naar die van zijn geboorteland Engeland. North country sketches is zo’n werk en ook de beide dansrapsodieën hebben een Engelse klank. In afwijking van veel van de werken van Delius, kreeg dit werk een eerste uitvoering in zijn vaderland. Het is dan wel weer vreemd, dat de première plaatsvond tijdens het Cheltenham Three Choirs Festival, een festival gewijd aan koormuziek. Sir Thomas Beecham leidde het werk op 8 september 1909. De aanduiding van het werk is een rapsodie, maar voor wat betreft opbouw is er sprake van een 'Thema met variaties'. In afwijking van Dansrapsodie nr. 2 had Delius ruimte ingebouwd voor een solopartij voor de violist.
Delius schreef het voor:
- 3 dwarsfluiten(III ook piccolo, 1 hobo, 1 althobo, 1 bashobo, 3 klarinetten, 1 basklarinet, 3 fagotten, 1 sarrusofoon/contrafagot
- 6 hoorns, 3 trompetten, 3 trombones, 1 tuba
- pauken,  percussie (tamboerijn, triangel, bekken),  2 harpen
- 32 violen (16 eerste/16 tweede), 12 altviolen, 12 celli, 12 contrabassen (een kleinere bezetting is mogelijk (16,6,6,6)

Peter Warlock arrangeerde het tot een werk voor twee piano’s.

## Discografie
Er is een aantal opnamen beschikbaar, meestal historisch van aard.